# Ruta Estatal de California 65
La Ruta Estatal de California 65, y abreviada SR 65 (en inglés: California State Route 65) es una carretera estatal estadounidense ubicada en el estado de California. La carretera se divide en dos secciones, y en la primera sección inicia en el Sur desde la SR 99     cerca de Bakersfield terminando en el Norte en la SR 198     cerca de Exeter, en la segunda sección, la ruta inicia en el Sur en la I 80     en Roseville continuando hacia el Norte en la SR 70     en Olivehurst. La carretera tiene una longitud de 151,6 km (94.217 mi).

## Mantenimiento
Al igual que las autopistas interestatales, y las rutas federales y el resto de carreteras estatales, la Ruta Estatal de California 65 es administrada y mantenida por el Departamento de Transporte de California por sus siglas en inglés Caltrans.

## Cruces
La Ruta Estatal de California 65 es atravesada principalmente en la primera sección por la  SR 190     en Porterville.